# Princesa Lea
Susan Linda Fair (Montreal; 19 de octubre de 1949), conocida como Princesa Lea, es una vedette, bailarina y actriz canadiense-mexicana.

## Biografía y carrera
Susan Linda Fair nació en Montreal, Canadá. Comenzó su carrera como extra en la televisión de su país natal a los doce años de edad. En su adolescencia abandonó Canadá y se instaló en los Estados Unidos, donde se preparó como bailarina. Comenzó su carrera como vedette en los Estados Unidos. Trabajó en El Salvador, Nicaragua, Panamá y otros países centroamericanos. Fue un empresario estadounidense quién la lleva a México. La vedette pisó por primera vez suelo mexicano el 28 de julio de 1973, procedente de Miami. Debutó en el Teatro Blanquita de la Ciudad de México y su padrino fue el cantante Vicente Fernández.
En sus inicios debutó en el centro nocturno Marrakesh, de la Ciudad de México abriendo el show para el comediante Raúl Vale. Después sería reconocida como la Majestad de las Vedettes. Más adelante se convirtió en estrella del cabaret El Capri del Hotel Regis de la Ciudad de México. La Princesa Lea puso de moda los penachos y el plumaje artístico, además de la danza acrobática. Se volvió célebre por su espectáculo, en el que se bañaba desnuda en una copa de champán.
Se presentó en Nueva York, Chicago y Los Ángeles.
Reside en Tuxtla Gutiérrez, Chiapas.

## Filmografía
- Las del talón (1978)
- Muñecas de medianoche (1979)
- Burlesque (1980)
- Intrépidos punks (1980)
- Las piernas del millón (1981)
- El macho biónico (1981)
- Las fabulosas del reventón (1982)
- La isla de Rarotonga (1982)
- Cosa fácil (1982)
- Cuernos picantes (1983)
- La casa que arde de noche (1985)
- Dos pistoleros famosos (1985)
- Mientras México duerme (1986)
- Itara, el guardián de la muerte (1988)
- Pasaporte a la muerte (1988)
- Los plomeros y las ficheras (1988)
- Taquito de ojo (1988)
- Las aventuras de Juán Camaney (1988)
- El violador infernal (1988)
- El vergonzoso (1988)
- Central camionera (1988)
- Un macho en el reformatorio de señoritas (1989)
- Un asesino anda suelto (1991)
- El muerto (1991)

### Televisión
- Variedades de medianoche (1977)